# Joshua Tarling
Joshua Tarling (Aberaeron, Gales, 15 de febrero de 2004) es un ciclista profesional británico que milita en las filas del conjunto INEOS Grenadiers.

## Biografía
En 2021 corrió en Bélgica con el club Flanders Color-Galloo. Se convirtió en subcampeón del mundo en la contrarreloj júnior (sub-19) y ganó la contrarreloj Trois Jours d'Axel. En pista, también es doble campeón de Europa júnior en ómnium y en persecución por equipos (con Josh Charlton, Joshua Giddings y Ross Birrell). A nivel nacional, es el campeón británico de carreras por puntos júnior.
En 2022, cuando aún competía como júnior, se convirtió en doble campeón británico de élite en la carrera por puntos y la persecución por equipos (con Rhys Britton, Harvey McNaughton, Joe Holt y William Roberts). En julio ganó tres medallas de bronce en los Campeonatos Europeos Junior de Pista. En el circuito de ruta júnior, ganó el Tour de Gironde, así como las cuatro contrarreloj en las que compitió, incluido el campeonato británico de contrarreloj. Al final de la temporada, se coronó campeón del mundo de contrarreloj júnior.
El 4 de agosto de 2022 se anunció que se uniría a la formación británica INEOS Grenadiers del UCI WorldTour durante tres años, a partir de la temporada 2023.
En junio de 2023, a la edad de 19 años, se convirtió en el campeón de contrarreloj más joven de Reino Unido.

## Palmarés
2023
- Campeonato del Reino Unido Contrarreloj
- 3.º en el Campeonato Mundial Contrarreloj
- 1 etapa del Renewi Tour
- Campeonato Europeo Contrarreloj
- Chrono des Nations

2024
- 1 etapa del O Gran Camiño
- Campeonato del Reino Unido Contrarreloj

2025
- 1 etapa del UAE Tour
- 1 etapa del Giro de Italia

## Resultados

### Grandes Vueltas
| Carrera | Carrera         | 2023 | 2024 | 2025 |
| ------- | --------------- | ---- | ---- | ---- |
|         | Giro de Italia  | ―    | ―    | Ab.  |
|         | Tour de Francia | ―    | ―    | ―    |
|         | Vuelta a España | ―    | Ab.  | ―    |

### Clásicas y Campeonatos
| Carrera               | Carrera               | 2023 | 2024 | 2025 |
| --------------------- | --------------------- | ---- | ---- | ---- |
| Omloop Het Nieuwsblad | Omloop Het Nieuwsblad | —    | —    | 47.º |
| E3 Saxo Classic       | E3 Saxo Classic       | Ab.  | —    | 60.º |
| Gante-Wevelgem        | Gante-Wevelgem        | —    | —    | 49.º |
| A través de Flandes   | A través de Flandes   | —    | 6.º  | Ab.  |
|                       | Tour de Flandes       | —    | 17.º | —    |
|                       | París-Roubaix         | F.c. | Des. | 52.º |
| Flecha Brabanzona     | Flecha Brabanzona     | 58.º | —    |      |
| Amstel Gold Race      | Amstel Gold Race      | Ab.  | —    |      |
| Flecha Valona         | Flecha Valona         | Ab.  | —    |      |
| JJ. OO. (CRI)         | JJ. OO. (CRI)         | X    | 4.º  |      |
| Mundial Contrarreloj  | Mundial Contrarreloj  | 3.º  | 4.º  |      |
| Europeo Contrarreloj  | Europeo Contrarreloj  | 1.º  | —    |      |
| Reino Unido en Ruta   | Reino Unido en Ruta   | Ab.  | 7.º  |      |
| Reino Unido CRI       | Reino Unido CRI       | 1.º  | 1.º  |      |

—: no participa
Ab.: abandono
Des.: Descalificado
F.c.: Fuera de control

## Equipos
- INEOS Grenadiers (2023-)